# Philippe Cuénoud
Philippe Cuénoud (Ginevra, 1968) è un entomologo e botanico svizzero, che ha lavorato sugli  psocotteri della Svizzera e della Papua Nuova Guinea e insieme a Mark Wayne Chase sulla evoluzione vegetale. All'età di due anni sopravvisse con i suoi genitori all'alluvione di Genova.
Ha partecipato al progetto Ibisca (“Investigating the Biodiversity of Soil and Canopy Arthropods”), guidato da Bruno Corbara, Maurice Leponce, Hector Barrios e Yves Basset (con il supporto iniziale di Edward Osborne Wilson). Ciò ha fornito nuovi dati sulla biodiversità della foresta pluviale di San Lorenzo, sulla costa caraibica di Panamá (in un articolo del team Ibisca apparso sulla copertina della rivista Science, il numero totale di specie di artropodi è stato stimato a circa 25'000).